# شهرک الصناعیه الجدیده
شهرک الصناعیه الجدیده یک منطقهٔ مسکونی در عربستان سعودی است که در ریاض واقع شده‌است.